# The Painted Veil (película de 2006)
The Painted Veil —conocida en español con los títulos El velo pintado y Al otro lado del mundo— es una película de 2006 protagonizada por Edward Norton y Naomi Watts, basada en la novela El velo pintado de W. Somerset Maugham.

## Sinopsis
La película narra la historia de una pareja que se casa sin tener tiempo para conocerse bien. A principios de la década de 1920, en un breve viaje a Londres, el dedicado y estudioso bacteriólogo que trabajaba en China, Walter Fane, queda deslumbrado por Kitty Garstin, una muchacha de la sociedad londinense. Él le propone matrimonio y ella acepta, "sólo para alejarse lo más posible de [su] madre". La pareja pasa su luna de miel en Venecia. Viajan luego al puesto médico de Walter en Shanghái, donde está destinado en un laboratorio del gobierno que estudia enfermedades infecciosas. No se adaptan bien, y Kitty tiene un romance con un hombre casado, Charlie Towsand, quien es un diplomático británico. Su esposo se da cuenta y la confronta y ella le critica que no tiene las virtudes para hacer feliz a una mujer. Él le dice que lo acompañe a una misión médica en un pueblo lejano a 10 días de viaje para investigar una epidemia de cólera y que si no lo hace se divorcia de ella por adúltera lo cual sería un escándalo. Sin embargo, le da la oportunidad de darle un divorcio discreto si su amante se divorcia también y acepta a casarse con ella. Kitty le dice a su amante la propuesta y él se niega a divorciarse porque eso afectaría su carrera. Destrozada, se va con Walter embarcándose en un viaje agotador y llegando a un pueblo en donde hay muertos diariamente por el cólera. Kitty se deprime al no tener nada que hacer ya que su esposo está inmerso en la investigación y la atención a los enfermos y las pocas veces que lo ve la desprecia y la humilla. Se acerca al convento de las monjas francesas que atienden un orfanato y el hospital pero que a su vez buscan convertir a su religión a los niños huérfanos y pide que la dejen ser útil. De esta manera Kitty enseña música a los niños y cuida de los bebés. Walter se da cuenta del buen corazón de su esposa y Kitty empieza a admirar la inteligencia y virtuosismo de su esposo logrando que el amor florezca por fin en medio de la tragedia. Luego Kitty se da cuenta de que está embarazada pero no está segura de si el padre es Walter o su antiguo amante. Al enterarse de la noticia del bebé, Walter lo acepta olvidando el pasado. La investigación de Walter conduce a que el cólera se transmite porque las familias no entierran pronto a sus muertos por las creencias religiosas y que además cuando los entierran lo hacen cerca al río para que sus almas tengan acceso al agua y por eso contaminan el agua que todo el pueblo bebe. De esta manera, construye un acueducto de bambú que trae el agua al pueblo de 500 m río arriba y empiezan a contener la epidemia. Sin embargo, llega una invasión de un pueblo al sur, a donde llegó también el cólera, y Walter crea un campamento para atender a los refugiados en donde finalmente él también se contagia de cólera muriendo en los brazos de Kitty. Pero antes de morir le pide a Kitty que lo perdone y ella le responde que no hay nada que perdonar.

## Reparto
- Edward Norton como Walter Fane
- Naomi Watts como Kitty Garstin Fane
- Toby Jones como Waddington
- Diana Rigg como Madre Superiora
- Anthony Wong como Coronel Yu
- Liev Schreiber como Charles Townsend